# 音楽は素晴らしいものだ
『音楽は素晴らしいものだ』（おんがくはすばらしいものだ）は、キンモクセイが発表した1作目のアルバムである。2002年7月3日にBMGファンハウス（後のBMG JAPAN、現在のアリオラジャパン）から4枚目のシングル『さらば』と同時発売された。

## 解説
帯コピーは「花咲け! ぼくらの愛唱歌集（ポピュラーミュージック） 公式発表アルバム第1弾!!」。
シングル『二人のアカボシ』を収録しており、アルバムとしては自身最高の売り上げを記録している。
発売前にはCCCDでの発売が告知されていたが実際には通常のCDで発売され、最終的にBMGファンハウス→BMG JAPANがCCCDをリリースする事はなかった。

## 収録曲
- 全作詞・作曲：伊藤俊吾、編曲：キンモクセイ（特記以外）

1. 手の鳴る方へ
2. 目隠しの街
編曲：キンモクセイ&佐橋佳幸
3. 二人のアカボシ
編曲:キンモクセイ&澤近泰輔
  - 2ndシングル。
4. ゆびわ (newrecordings)
  - 2ndシングルのカップリング曲のアルバムバージョン。
5. 七色の風
編曲：キンモクセイ&佐橋佳幸
  - 3rdシングル。
  - 森永乳業『piknik』CMソング。
6. しあわせ
  - 1stシングルのカップリング曲。
7. 追い風マークII
作詞・作曲：白井雄介
  - 3rdシングルのカップリング曲。
8. 僕の行方 (ストリングスは素晴らしいものだVersion)
  - 1stシングルのアルバムバージョン。
9. 密室
編曲：キンモクセイ&佐橋佳幸
10. ぽっかぽか
作詞・作曲：佐々木良
  - 5thシングル「車線変更25時」のカップリング曲としてシングルカットされた。
11. 少年の頃の想い出
作詞・作曲：後藤秀人、編曲：キンモクセイ&佐橋佳幸
12. さらば
  - アルバムと同時発売された4thシングル。
  - テレビ朝日系テレビアニメ『あたしンち』初代オープニングテーマ。

## 演奏
- 伊藤俊吾
  - Vocal
  - Chorus (#1-5.8.9)
  - Piano (#1.4.5.6.10)
  - Handclap (#1)
  - Electric Piano (#3.7)
  - Electric Guitar (Solo) (#6)
  - Organ (#12)
- 佐々木良
  - Electric Guitar (#1.2.3)
  - Acoustic Guitar (#4-12)
  - Vocal (#7.10)
  - Chorus (#4.6.7.8.11.12)
- 後藤秀人
  - Electric Guitar (#1-10.12)
  - Acoustic Guitar (#11)
  - Vocal (#10)
  - Chorus (#12)
- 張替智広
  - Drums (#1-10.12)
  - Tambourine (#6)
  - Conga (#8)
  - Vocal (#10)
  - Chorus (#12)
- 白井雄介
  - Electric Bass (#1-10.12)
  - Vocal (#10)
  - Chorus (#12)
- 柴田俊文：Keyboards (#2.9)
- 浜口茂外也：Percussion (#3)
- 後藤勇一郎ストリングス：Strings (#3.4.8)
- 三沢またろう：Percussion (#5)
- 金原千恵子ストリングス：Strings (#5)
- 朝川朋之：Harp (#5)
- 山口育孝＆田辺音楽集団：スーパーコーラスユニット (#7)
- 水江洋一郎、木幡光邦：Trumpet (#12)
- 井上昇：Trombone (#12)
- 佐藤公彦：Sax (#12)
- 澤近泰輔：Horn Arrangement (#12)